# Homokszentgyörgy
Homokszentgyörgy là một thị trấn thuộc hạt Somogy, Hungary. Thị trấn này có diện tích 49,64 km², dân số năm 2010 là 1139 người, mật độ 23 người/km².